# Sophia Abrahão
Sophia Sampaio Abrahão (São Paulo, 22 de mayo de 1991) es una cantante, actriz, compositora, modelo y escritora brasileña.

## Carrera
Nacida en São Paulo, hizo su debut en la televisión en 2007 en “Malhação” con la personaje Felipa que permaneció hasta la temporada 2009. En el año siguiente, se unió al elenco del programa “Bicicleta e Melancia”, transmitido por Multishow. Entre 2011 y 2012, el artista se destacó con la personaje de Alice Albuquerque en “Rebelde”, donde surgió la banda Rebeldes, y junto con los otros cinco protagonistas, lanzó dos álbumes de estudio y entró en gira por todo el Brasil.
Se unió al reparto de la TV Globo en 2013 y cuenta con telenovelas como “Amor à Vida” y “Alto Astral” en su curriculum. En el cine, la actriz participó en la película “Confissões de Adolescente”, dirigida por Daniel Filho.
En 2015, Sophia decidió dejar la actuación a un lado y centrarse en la carrera musical. Su álbum debut alcanzó la parte superior del iTunes Brasil y «Náufrago», el primer sencillo del CD, cayó en la boca de sus amados tirulipos - apodo con cual la artista llama a sus fanes.

### Vida privada
En 2009 tuvo una breve relación con el actor Miguel Rômulo. Durante las grabaciones de la telenovela Rebelde, empezó a salir con su compañero de reparto Chay Suede, pero la relación duró solamente 10 meses. Entre 2011 y 2012, salió con otro compañero de reparto Micael Borges. Entre 2013 y 2014, tuvo una relación con el actor y cantante Fiuk. En 2015, asumió salir con el actor Sergio Malheiros.

## Filmografía

### Televisión
| Año  | Título               | Personaje                                |
| ---- | -------------------- | ---------------------------------------- |
| 2007 | Malhação             | Felipa Gentil                            |
| 2010 | Bicicleta e Melancia | Gabriela                                 |
| 2011 | Rebelde Rio          | Alice Albuquerque                        |
| 2013 | Rastros de mentiras  | Natasha Veiga de Assis Brito             |
| 2014 | Por siempre          | Gabriela Santana Peixoto (Gaby)          |
| 2016 | A Lei do Amor        | Vitória Costa Leitão (1.ª fase)          |
| 2018 | Vídeo Show           | Ella misma                               |
| 2020 | Salve-se Quem Puder  | Júlia                                    |
| 2022 | Amores que engañan   | Amanda, ep: la felicidad no tiene precio |

### Cine
| Año  | Título                    | Personaje       |
| ---- | ------------------------- | --------------- |
| 2014 | Confissões de Adolescente | Cristina "Tina" |
| 2015 | Anjo de Cabelos Longos    | Luiza           |
| 2016 | Se a Vida Começasse Agora | Magda           |
| 2024 | Letícia                   | Letícia         |

## Discografía
- Sophia Abrahão (2015)

## Giras musicales
- Tudo Que Eu Sempre Quis Tour (2016-presente)

## Literatura
- O Reino das Vozes Que Não Se Calam (2014)
- O Mundo das Vozes Silenciadas (2015)
- O Reino Secreto (2015)
- Numa Outra (2016)

## Premios y nominaciones

### Actriz
| Año  | Categoría              | Premio                  | Trabajo     | Resultado |
| ---- | ---------------------- | ----------------------- | ----------- | --------- |
| 2011 | Melhor Atriz           | Meus Prêmios Nick       | Rebelde     |           |
| 2011 | Melhor Atriz Nacional  | Capricho Awards         | Rebelde     |           |
| 2012 | Melhor Atriz de Novela | Prêmio Contigo! de TV   | Rebelde     | Nominada  |
| 2012 | Melhor Atriz Nacional  | Capricho Awards         | Rebelde     | Ganadora  |
| 2014 | Atriz Favorita         | Revista Atrevida        | Alto Astral | Nominada  |
| 2015 | Melhor Atriz de 2014   | Troféu Internet         | Alto Astral | Nominada  |
| 2015 | Melhor Atriz Jovem     | Prêmio Jovem Brasileiro | Alto Astral | Nominada  |
| 2016 | Melhor Atriz Jovem     | Prêmio Jovem Brasileiro | Alto Astral | Nominada  |

### Cantante
| Año  | Categoría               | Premio                                | Resultado |
| ---- | ----------------------- | ------------------------------------- | --------- |
| 2014 | Experimente             | Prêmio Multishow de Música Brasileira | Nominada  |
| 2014 | Melhor Cantora Jovem    | Prêmio Jovem Brasileiro               | Ganadora  |
| 2015 | Melhor Cantora Jovem    | Prêmio Jovem Brasileiro               | Nominada  |
| 2015 | Cantora Nacional        | Capricho Awards                       | Nominada  |
| 2015 | Cantora Nacional do Ano | Prêmio Top TodaTeen                   | Nominada  |
| 2015 | Cantora Nacional        | Geração Z Awards                      | Nominada  |
| 2016 | Melhor Cantora Jovem    | Prêmio Jovem Brasileiro               | Nominada  |
| 2016 | Melhor Cantora          | Prêmio Multishow de Música Brasileira | Nominada  |
| 2016 | Mejor Nuevo Artista     | Grammy Latino                         | Nominada  |
| 2016 | Cantora Nacional        | Capricho Awards                       | Nominada  |
| 2016 | Melhor Cantora          | Prêmio Canal Entreter                 | Pendiente |

### Otros
| Año  | Categoría                                        | Premio                             | Resultado |
| ---- | ------------------------------------------------ | ---------------------------------- | --------- |
| 2012 | Melhor Instagram (@sophiaabrahao)                | Capricho Awards                    | Ganadora  |
| 2012 | Mais Estilosa                                    | Capricho Awards                    | Ganadora  |
| 2013 | Celebrity Fashion                                | Shorty Awards                      | Ganadora  |
| 2013 | Casal Real (con Fiuk)                            | Capricho Awards                    | Ganadora  |
| 2013 | Melhor Capa da Capricho                          | Capricho Awards                    | Ganadora  |
| 2013 | Melhor Blog                                      | Capricho Awards                    | Ganadora  |
| 2013 | Fã-Clube do Ano                                  | Capricho Awards                    | Nominada  |
| 2013 | Melhor Blog Jovem                                | Prêmio Jovem Brasileiro            | Ganadora  |
| 2013 | Tuiteira Favorita (@sophiaabrahao)               | Meus Prêmios Nick                  | Ganadora  |
| 2014 | Celebridade de 2013                              | Celebridade E! Online              | Ganadora  |
| 2014 | Capa da Atrê do Ano                              | Revista Atrevida                   | Nominada  |
| 2014 | Término do Ano (con Fiuk)                        | Revista Atrevida                   | Nominada  |
| 2014 | Fandom do Ano                                    | Revista Atrevida                   | Nominada  |
| 2014 | Melhor Look de 2014                              | EGO Globo                          | Ganadora  |
| 2014 | Atriz mais bem-vestida do Ano de 2014            | Revista Glamour                    | Ganadora  |
| 2015 | Melhor Look no Baile da Vogue                    | Revista Quem                       | Ganadora  |
| 2015 | PopQuem                                          | Revista Quem                       | Ganadora  |
| 2015 | Brazil                                           | Shorty Awards                      | Ganadora  |
| 2015 | Melhor Look no Prêmio Contigo! de TV             | EGO Globo                          | Ganadora  |
| 2015 | Internet                                         | Prêmio Jovem Brasileiro            | Ganadora  |
| 2015 | Melhor Casal Real de 2015 (con Sergio Malheiros) | Capricho Awards                    | Nominada  |
| 2015 | Mais Estilosa                                    | Capricho Awards                    | Nominada  |
| 2015 | It Girl do Ano                                   | Prêmio Top TodaTeen                | Nominada  |
| 2015 | A mais bem-vestida de 2015                       | Elas no Tapete Vermelho y TodaTeen | Nominada  |
| 2016 | Melhor Blog Jovem                                | Prêmio Jovem Brasileiro            | Nominada  |
| 2016 | Melhor Instagram                                 | Prêmio Jovem Brasileiro            | Ganadora  |
| 2016 | Personalidade no Twitter                         | Prêmio Jovem Brasileiro            | Nominada  |
| 2016 | Jovem do Ano                                     | Prêmio Jovem Brasileiro            | Ganadora  |
| 2016 | Mais Estilosa                                    | Capricho Awards                    | Nominada  |
| 2017 | Jovem do Ano                                     | Prêmio Jovem Brasileiro            | Ganadora  |
| 2018 | Mejor presentadora                               | Troféu Internet                    | Ganadora  |